# Phaedropsis glutalis
Phaedropsis glutalis is een vlinder uit de familie van de grasmotten (Crambidae). De wetenschappelijke naam van deze soort is voor het eerst gepubliceerd in 1881 door Heinrich Benno Möschler.
Deze soort komt voor in Suriname.